# دييغو دياز نونيز
دييغو دياز نونيز (بالإسبانية: Diego Díaz Núñez)‏ (19 مارس 1996 بسانتياغو في تشيلي - ) هو لاعب كرة قدم تشيلي في مركز الدفاع. لعب مع نادي أونيفرسيداد كاتوليكا.

## وصلات خارجية
- دييغو دياز نونيز على موقع قاعدة بيانات كرة القدم.إي يو (الإنجليزية)
- دييغو دياز نونيز على موقع Soccerway.com (الإنجليزية)